# David Aaron Carpenter
David Aaron Carpenter (* 5. April 1986 in New York City) ist ein US-amerikanischer Bratschist.
Carpenter begann im Alter von sechs Jahren eine Violinausbildung bei Nicole DiCecco. Elfjährig wechselte er zur Viola und war am Precollege der Juilliard School und der Manhattan School of Music Schüler von Toby Appel, Lewis Kaplan, Isaac Malkin und Christina Khimm. Er setzte seine Ausbildung bei Juri Baschmet, Roberto Diaz, Nobuko Imai, Robert Mann und Pinchas Zukerman fort und gewann 2005 den Ersten Preis bei der Greenfield Young Artists Competition und 2006 den Ersten Preis beim Violawettbewerb der Walter W. Naumburg Foundation. 2007 wurde er der erste amerikanische Protegé der Rolex Mentor and Protégé Arts Initiative mit dem Mentor Pinchas Zukerman. Daneben schloss Carpenter 2008 ein Studium der Politikwissenschaften an der Princeton University mit dem Bachelorgrad ab.
2005 debütierte Carpenter mit dem Philadelphia Orchestra unter Leitung von Christoph Eschenbach. 2008 vertrat er Maxim Vengerov bei einer Aufführung von Benjamin Yusupovs Viola, Tango, Rock Concerto mit dem Sinfonieorchester Luzern. Mit der Dresdner Staatskapelle führte er Alfred Schnittkes Violakonzert auf, das er auch auf seinem Debütalbum von 2009 neben einem Arrangement von Edward Elgars Cellokonzert (mit dem Philharmonia Orchestra unter Eschenbach) spielte.  2011 folgten ein Album mit Hector Berlioz’ Harold en Italie und Niccolo Paganinis Sonata per la Gran Viola und ein Album mit den Violakonzerten von Joseph Martin Kraus. Mit seinen Brüdern Sean und Lauren gründete er 2009 in Manhattan das aus Absolventen der New Yorker Musikhochschulen und Universitäten bestehende Salomé Chamber Orchestra. 2010 gewann er den Avery Fisher Career Grant, 2011 wurde er mit dem Leonard Bernstein Award ausgezeichnet.  Bei Warner Classics erschien 2016 The 12 Seasons mit je vier Werken von Antonio Vivaldi, Astor Piazzolla und Alexey Shor, auf dem Album Motherland (2018) spielte Carpenter Kompositionen von Béla Bartók, William Walton, Antonín Dvořák und Alexey Shor.
Carpenter hatte u. a. Auftritte in der Carnegie Hall, der Avery Fisher Hall, im Krannert Center und im Herbst Theatre in San Francisco. Als Kammermusiker arbeitete er mit Emanuel Ax, Sarah Chang, Sol Gabetta, Leonidas Kavakos, Julian Rachlin, Dmitri Sitkowetski, Jean-Yves Thibaudet, Yuja Wang und anderen zusammen und tritt regelmäßig beim Schleswig-Holstein Musik Festival und beim Verbier Festival auf.

## Weblink
- Website von David Aaron Carpenter